# Орот
Оро́т — улус в Кижингинском районе Бурятии. Входит в сельское поселение «Нижнекодунский сомон».

## География
Улус расположен в межгорной долине на левом берегу реки Орот (левый приток Худана), в 12 км к юго-западу от центра сельского поселения, улуса Усть-Орот, и в 30 км к северо-западу от районного центра — села Кижинга.

## Население
| 2002 | 2010 |
| ---- | ---- |
| 351  | ↘313 |